# Falconet blanc-i-negre
El falconet blanc-i-negre (Microhierax melanoleucos) és una espècie d'ocell rapinyaire de la família dels falcònids (Falconidae) que habita boscos a l'est de l'Índia, sud-est de la Xina, nord de Laos i nord del Vietnam. El seu estat de conservació es considera de risc mínim.